# Euphorbia capitulata
Euphorbia capitulata es una especie fanerógama perteneciente a la familia de las euforbiáceas. Es originaria de la Península Balcánica, donde se encuentra en Albania, Grecia y la antigua Yugoslavia.

## Descripción
Es una planta perenne cespitosa herbácea, que alcanza una altura de 3 a 10 centímetros. Las hojas tienen menos de 10 milímetros de largo. Las hojas del tallo son alternas. 

## Taxonomía
Euphorbia capitulata fue descrita por Ludwig Reichenbach y publicado en Flora Germanica Excursoria 873. 1832.
Etimología
Euphorbia: nombre genérico que deriva del médico griego del rey Juba II de Mauritania (52 a 50 a. C. - 23), Euphorbus, en su honor – o en alusión a su gran vientre –  ya que usaba médicamente Euphorbia resinifera. En 1753 Carlos Linneo asignó el nombre a todo el género.
capitulata: epíteto latino que significa "con pequeña cabeza".
Sinonimia
- Diplocyathium capitulatum (Rchb.) Heinr.Schmidt
- Euphorbia soliflora Vis. ex Boiss.
- Tithymalus capitulatus (Rchb.) Soják[5]